# Karczma (Kraszków)
Karczma – były przysiółek wsi Kraszków położony w  województwie świętokrzyskim w powiecie ostrowieckim w gminie Waśniów. Nazwa przysiółka  zniesiona 1 stycznia 2017.
W latach 1975–1998 przysiółek administracyjnie należał do województwa kieleckiego.